# Bơi nghệ thuật tại Đại hội Thể thao châu Á 2010 – Đôi Nữ
Nội dung biểu diễn đôi nữ bộ môn bơi nghệ thuật tại Đại hội Thể thao châu Á 2010 tại Quảng Châu, Trung Quốc, đã diễn ra tại Trung tâm thể thao dưới nước Phật Sơn vào ngày 19 tháng 11.

## Lịch thi đấu
Tất cả các giờ đều là Giờ chuẩn Trung Quốc (UTC+08:00)
| Ngày                          | Giờ   | Nội dung          |
| ----------------------------- | ----- | ----------------- |
| Thứ Sáu, 19 tháng 11 năm 2010 | 10:00 | Technical routine |
| Thứ Sáu, 19 tháng 11 năm 2010 | 19:30 | Free routine      |

## Kết quả
Chú thích
- FR — Dự bị trong nội dung free
- RR — Dự bị trong nội dung technical và free
- TR — Dự bị trong nội dung technical

| Thứ hạng | Đội tuyển                                                                               | Technical | Free   | Tổng cộng |
| -------- | --------------------------------------------------------------------------------------- | --------- | ------ | --------- |
| 1        | Trung Quốc (CHN) · Jiang Tingting · Jiang Wenwen                                        | 96.375    | 97.000 | 193.375   |
| 2        | Nhật Bản (JPN) · Yukiko Inui · Chisa Kobayashi                                          | 93.375    | 93.500 | 186.875   |
| 3        | Hàn Quốc (KOR) · Park Hyun-ha · Park Hyun-sun                                           | 88.000    | 89.875 | 177.875   |
| 4        | CHDCND Triều Tiên (PRK) · Kim Su-hyang (RR) · Kim Yong-mi · Wang Ok-gyong               | 85.375    | 86.250 | 171.625   |
| 5        | Kazakhstan (KAZ) · Anna Kulkina (TR) · Amina Yermakhanova · Aigerim Zhexembinova (FR)   | 85.000    | 85.500 | 170.500   |
| 6        | Malaysia (MAS) · Katrina Abdul Hadi (FR) · Zyanne Lee (TR) · Png Hui Chuen              | 77.250    | 77.500 | 154.750   |
| 7        | Thái Lan (THA) · Arthittaya Kittithanatphum · Natchanat Krasachol (RR) · Nantaya Polsen | 71.875    | 73.625 | 145.500   |
| 8        | Ma Cao (MAC) · Au Ieong Sin Ieng · Cheong Ka Ieng (TR) · Kou Chin (FR)                  | 70.500    | 71.625 | 142.125   |
| 9        | Sri Lanka (SRI) · Elisha Gomes · Piyumi Katipearachchi                                  | 61.250    | 63.250 | 124.500   |